# Aechmea lanata
Aechmea lanata är en gräsväxtart som först beskrevs av Lyman Bradford Smith, och fick sitt nu gällande namn av Lyman Bradford Smith och Michael A. Spencer. Aechmea lanata ingår i släktet Aechmea och familjen Bromeliaceae. Inga underarter finns listade i Catalogue of Life.